# Polyalthia kinabaluensis
Polyalthia kinabaluensis este o specie de plante din genul Polyalthia, familia Annonaceae, descrisă de Ian Mark Turner. Conform Catalogue of Life specia Polyalthia kinabaluensis nu are subspecii cunoscute.